# 李代宗儿
李代宗儿（793年4月1日—828年2月20日），唐朝公主，是中国唐朝第十代皇帝唐顺宗李诵第十七女。

## 母
- 陈氏，唐顺宗的后宫宫人。

## 生平
唐德宗贞元九年（793年）二月十六日，李代宗儿出生。唐文宗太和二年（828年）二月初二日，去世，享年三十六岁，五月十二日，被安葬在长安万年县崇道乡洛女原。